# Aflibercept
Aflibercept là một loại thuốc sinh học được phát minh bởi Regeneron Pharmaceuticals, được chấp thuận tại Hoa Kỳ và Châu Âu để điều trị thoái hóa điểm vàng ướt dưới tên thương mại Eylea và cho bệnh ung thư đại trực tràng di căn như Zaltrap. Là thành phần hoạt động của Zaltrap, chất này được gọi là ziv-aflibercept ở Mỹ.
Nó là một chất ức chế yếu tố tăng trưởng nội mô mạch máu (VEGF).
Aflibercept đang được Sanofi và Regeneron hợp tác phát triển để điều trị ung thư theo thỏa thuận được ký năm 2003, và đang được đồng phát triển cho các bệnh về mắt của Bayer HealthCare và Regeneron theo thỏa thuận được ký năm 2006.

## Thành phần
Aflibercept là một protein tổng hợp tái tổ hợp bao gồm các yếu tố tăng trưởng nội mô mạch máu (VEGF) từ các phần ngoại bào của các thụ thể VEGF 1 và 2 của con người, được hợp nhất với phần Fc của globulin miễn dịch IgG1 ở người.

## Chỉ định và quản trị
Eylea, công thức điều trị thoái hóa điểm vàng ướt, được dùng dưới dạng tiêm nội hấp, nghĩa là vào mắt. Zaltrap, để điều trị ung thư, được tiêm tĩnh mạch kết hợp với các loại thuốc ung thư khác 5-fluorouracil và irinotecan và axit folinic bổ trợ. Vào ngày 27 tháng 8 năm 2014, Eylea cũng được chỉ định điều trị cho bệnh nhân suy giảm thị lực do phù hoàng điểm do tiểu đường, theo bản tóm tắt cập nhật về đặc điểm sản phẩm. Vào tháng 5 năm 2019, FDA đã mở rộng chỉ định cho Eylea (aflibercept) để bao gồm tất cả các giai đoạn của bệnh võng mạc tiểu đường. Kết luận: Eylea (aflibercept) Tiêm 2 mg (0,05 mL) được chỉ định để điều trị cho bệnh nhân thoái hóa điểm vàng liên quan đến tuổi (Neovin) (AMD), Phù hoàng điểm sau khi loại trừ bệnh võng mạc võng mạc (RVO) và bệnh võng mạc tiểu đường (DR).

## Chống chỉ định
Eylea chống chỉ định ở những bệnh nhân bị nhiễm trùng hoặc viêm hoạt động hoặc gần mắt, trong khi Zaltrap không có chống chỉ định.

## Tác dụng phụ
Các tác dụng phụ thường gặp của công thức mắt bao gồm xuất huyết kết mạc, đau mắt, đục thủy tinh thể, tách thủy tinh thể, nổi, và tăng huyết áp mắt.
Zaltrap có tác dụng phụ điển hình của thuốc chống ung thư, như giảm số lượng tế bào máu (giảm bạch cầu, giảm bạch cầu, giảm tiểu cầu), rối loạn tiêu hóa như tiêu chảy và đau bụng và mệt mỏi. Một tác dụng phổ biến khác là tăng huyết áp (tăng huyết áp).

## Tương tác
Không có tương tác được mô tả cho cả hai công thức.

## Cơ chế hoạt động
Trong thoái hóa điểm vàng ướt, các mạch máu bất thường phát triển trong choriocapillaris, một lớp mao mạch trong mắt, dẫn đến rò rỉ máu và protein bên dưới điểm vàng.
Các khối u cần các mạch máu mọc lên trong chúng khi chúng trở nên lớn hơn vài milimet, để có thể tiếp cận với oxy và các chất dinh dưỡng để tạo điều kiện cho sự phát triển hơn nữa.
Aflibercept liên kết với các VEGF lưu hành và hoạt động như một "bẫy VEGF". Do đó, nó ức chế hoạt động của các phân nhóm yếu tố tăng trưởng nội mô mạch máu VEGF-A và VEGF-B, cũng như yếu tố tăng trưởng nhau thai (PGF), ức chế sự phát triển của các mạch máu mới trong choriocapillaris hoặc khối u, tương ứng. Mục đích của điều trị ung thư, có thể nói, là bỏ đói khối u.

## Lịch sử
Regeneron bắt đầu thử nghiệm lâm sàng về aflibercept trong bệnh ung thư vào năm 2001. Năm 2003, Regeneon đã ký một thỏa thuận lớn với Aventis để phát triển aflibercept trong lĩnh vực ung thư. Năm 2004, Regeneron bắt đầu thử nghiệm hợp chất, được phân phối tại địa phương, trong các bệnh về mắt tăng sinh, và năm 2006, Regeneron và Bayer đã ký một thỏa thuận để phát triển các chỉ định về mắt.

### Các thử nghiệm lâm sàng
Vào tháng 3 năm 2011, Regeneron đã báo cáo rằng aflibercept đã thất bại trong điểm cuối chính của sự sống sót trong thử nghiệm Vital giai đoạn III trong điều trị ung thư phổi không tế bào nhỏ tiến triển cục bộ hoặc di căn (NSCLC), mặc dù nó đã cải thiện điểm cuối thứ phát của bệnh tiến triển miễn phí Sự sống còn.
Vào tháng 4 năm 2011, Regeneron đã báo cáo rằng aflibercept đã cải thiện điểm cuối chính của sự sống sót trong thử nghiệm lâm sàng giai đoạn III để điều trị tuyến hai cho bệnh ung thư đại trực tràng di căn (mCRC).
Aflibercept cũng trong một thử nghiệm giai đoạn III đối với ung thư tuyến tiền liệt di căn hormone chịu lửa Tính đến  tháng 4 năm 2011.
Một tổng quan Cochrane năm 2016 đã kiểm tra kết quả so sánh việc tiêm aflibercept so với ranibizumab ở hơn 2400 bệnh nhân bị AMD mạch máu, từ hai thử nghiệm ngẫu nhiên có kiểm soát. Cả hai lựa chọn điều trị đều mang lại những cải thiện tương tự về thị lực và kết quả hình thái ở bệnh nhân, mặc dù các tác giả lưu ý rằng chế độ điều trị aflibercept có khả năng giảm gánh nặng điều trị cho những rủi ro khác do tiêm.
Một bản cập nhật đánh giá năm 2017 nghiên cứu tác dụng của thuốc chống VEGF đối với phù hoàng điểm tiểu đường cho thấy rằng trong khi cả ba phương pháp điều trị được nghiên cứu đều có lợi thế so với trị liệu bằng laser, có bằng chứng vừa phải cho thấy aflibercept được ưa chuộng trong tất cả các kết quả đo được hiệu quả so với ranibizumab và bevacizumab, sau một năm.

### Phê duyệt
Vào tháng 11 năm 2011, Cơ quan Quản lý Thực phẩm và Dược phẩm Hoa Kỳ (FDA) đã phê duyệt aflibercept (Eylea) để điều trị thoái hóa điểm vàng ướt.
Vào ngày 3 tháng 8 năm 2012, FDA đã phê duyệt aflibercept (Zaltrap) để sử dụng kết hợp với 5-fluorouracil, axit folinic và irinotecan để điều trị cho người lớn bị ung thư đại trực tràng di căn kháng hoặc đã tiến triển theo chế độ điều trị bằng oxaliplatin. Để tránh nhầm lẫn với Eylea, FDA gán một cái tên mới, Ziv -aflibercept, với thành phần hoạt chất.
Vào tháng 11 năm 2012, Cơ quan Dược phẩm Châu Âu (EMA) đã phê duyệt aflibercept cho việc điều trị thoái hóa điểm vàng ướt.
Vào ngày 1 tháng 2 năm 2013, Ủy ban Châu Âu đã cấp giấy phép tiếp thị có hiệu lực trên toàn Liên minh Châu Âu để điều trị cho người lớn bị ung thư đại trực tràng di căn mà việc điều trị dựa trên oxaliplatin không hiệu quả hoặc ung thư trở nên tồi tệ hơn, kết hợp với các loại thuốc khác được đề cập ở trên.

### Hoàn trả
Vào ngày 12 tháng 3 năm 2015, aflibercept là một trong những nhóm thuốc được hủy bỏ từ Quỹ Thuốc chống Ung thư của Vương quốc Anh. Trong năm 2017, tiêm aflibercept (HCPCS đang J0178) chịu trách nhiệm về hóa đơn nhất để Medicare Phần B, tại $ 2,36 tỷ.